# Slaget vid Vittsjö
Slaget vid Vittsjö var ett slag under Kalmarkriget. Slaget stod mellan svenska och danska styrkor den 11 februari 1612 vid Vittsjö. Slaget kan snarare ses som en svensk reträtt undan danskarna än ett regelrätt slag.

## Bakgrund
Gustav II Adolf, som den 30 oktober 1611 hade bestigit Sveriges tron, var under vintern 1612 på härjningståg i Skåne som vedergällning för danskarnas härjningar i Småland och Västergötland under Kalmarkriget. Han och hans här, som bestod av ungefär 3 000 man, anförda av Nils Stiernsköld och Herman Wrangel, hade bland annat bränt staden Vä och 24 socknar inom Göinge och Villands härad.

## Slaget
Natten mellan den 10 och 11 februari 1612 övernattade kungen och en mindre styrka i Vittsjö. På förmiddagen anföll danskarna och kungen och hans följe fick fly norrut förbi Vittsjö skans mot Dragsån (numera Verumsån eller Vieån). Bron över ån var besatt av danskar varför kungen tvingades försöka ta sig över genom att rida över isen som brast och kungen och hans häst hamnade i vattnet. Kungen men inte hans häst räddades av den uppländske ryttaren Thomas Larsson och kammarjunkare Peder Gustafsson Banér, som själv hamnade  i vattnet och räddades av sin yngre bror Nils Banér, som sedan dog i strid i Ryssland året därpå. Thomas Larsson fick senare hemmanet Ingelsta (eller Igelsta) i Romfartuna socken jämte utsäde för två år och ständigt frälse på fastigheten som tack. Även Per Banér blev rikligt belönad och blev dubbad till riddare vid kröningen 1617.
1912 restes en minnesstenen över slaget 1612. Inskriptionen på minnesstenen lyder i sin helhet:
| ” | Minne af konung Gustaf II Adolfs räddning i Wittsjö den 11 februari 1612 af ryttaren Thomas Larsson | „ |

De som stupat begravdes i en massgrav. Den var länge bortglömd men återfanns i samband med grävningen av ett dike 1959 inte mer än 100 meter från den tidigare resta minnesstenen.
Minnesstenen för massgraven har följande inskription:
| ” | Här framför vila Okända soldater fallna 1612 Massgraven funnen 1959 | „ |